# Festival de Cine Radical
El Festival de Cine Radical es un festival de cine que se lleva a cabo, principalmente, en la ciudad de La Paz, Bolivia.  

## Historia y trayectoria
El festival se festejó por primera vez al año 2014 como un espacio independiente de encuentro con realizadores y como un lugar de formación y de intercambio pedagógico. El 2022 el festival celebró su IX versión. 
El festival proyecta piezas de realizadores de todo el mundo y cuenta con una convocatoria permanente, denominada "Bolivia Radical" para que realizadores bolivianos o interesados en temáticas bolivianas puedan mandar sus obras.
El festival proyecta piezas de ficción, no ficción, video arte, experimental, video ensayo, animación y cualquiera de sus derivaciones.
En el festival se han proyectado obras de renombre, como por ejemplo Videofilia, del realizador peruano Juan Daniel Molero y obras del director español José Luis Guerín. También ha recibido a realizadores bolivianos como Mauricio Ovando y Miguel Hilari.